# Ferrovia Vevey-Blonay-Les Pléiades
La ferrovia Vevey-Blonay-Les Pléiades è una linea ferroviaria a scartamento ridotto e a cremagliera, che collega la stazione di Vevey sulla linea del Sempione alle Pléiades nel Canton Vaud, in Svizzera.
La linea è lunga 10,5 km e fa parte del gruppo MOB. Da Blonay si dirama la Ferrovia Museo Blonay-Chamby.

## Storia
Le origini della ferrovia risalgono al 1899, quando un comitato d'iniziativa propose la costruzione di una linea a trazione elettrica tra Vevey e Blonay con raccordo alla costruenda ferrovia Montreux-Montbovon. Ottenuta la concessione, nel 1901 si costituì a Vevey la Compagnie des chemins de fer électriques veveysans (CEV), che il 1º ottobre 1902 inaugurò la linea ferroviaria Vevey-Saint-Légier-Blonay-Chamby la quale dal 1903 si allacciava in quest'ultima stazione alla linea Montreux-Les Avants della società Montreux-Oberland bernois (MOB). Il 2 agosto 1904 si aggiunse la tratta da Saint-Légier-La Chiésaz a Châtel-Saint-Denis (località nella quale si poteva interscambiare con la ferrovia Palézieux-Bulle-Montbovon) e infine, l'8 luglio 1911, l'ultimo tratto da Blonay, che diveniva punto di diramazione, fino alla località montana sciistica di Les Pléiades. Nel 1966 il tratto Blonay-Chamby venne chiuso; sorte analoga toccò nel 1969 alla St-Légier-Châtel-St-Denis.
Nel 2001 la CEV, insieme alla Compagnie du chemin de fer Les Avants-Sonloup (LAS, esercente la funicolare Les Avants-Sonloup) e alla Compagnie du Chemin de fer funiculaire Vevey-Chardonne-Mont-Pélerin (VCP, esercente la funicolare Vevey-Mont-Pèlerin), confluì nella Chemins de fer de Rochers-de-Naye, Montreux-Territet-Glion-Naye (MTGN, esercente la ferrovia Montreux-Glion-Rochers-de-Naye e la funicolare Territet-Glion), la quale cambiò ragione sociale in Transports Montreux-Vevey-Riviera (MVR). La gestione della MVR è effettuata dalla direzione della MOB.

## Caratteristiche
- Lunghezza: 10,5 km
- Scartamento: 1000 mm
- tratta ad aderenza normale: Vevey - Blonay
- tratta a cremagliera: Blonay - Les Pléiades
- pendenza massima: 200 per mille
- Passeggeri: 95.000 nel 2004
- Rotabili: 10 automotrici, 4 carrozze semipilota

## Percorso
| Continuation backward |

| Station on track | Head station |

| Unknown route-map component "CONTr+g" | Straight track |

|  | Non-passenger station/depot on track |

|  | Stop on track |

|  | Unknown route-map component "eBHF" |

|  | Stop on track |

|  | Unknown route-map component "eHST" |

|  | Stop on track |

|  | Station on track |

|  |  | Unknown route-map component "eABZgl" | Unknown route-map component "exCONTfq" |

|  | Stop on track |

|  | Unknown route-map component "eHST" |

|  | Stop on track |

|  | Unknown route-map component "eHST" |

|  | Stop on track |

|  | Station on track |

| 5,72 |
| 0,00 |

| Unknown route-map component "CONTgq" | Unknown route-map component "ABZgr" |

|  | Stop on track |

|  | Stop on track |

|  | Station on track |

|  | Stop on track |

|  | Station on track |

|  | Stop on track |

|  | Stop on track |

|  | End station |